# 利吉斷層
利吉斷層（英語：Lichi Fault），位於台灣東部利吉層上的斷層，沿海岸山脈西緣(卑南溪東岸)向南延伸為活動斷層中的第二類活動斷層，斷層為逆斷層，下盤在西側，北北東至臺東市北方轉東南走向。臺東鹿野瑞隆台地西側，經延平鄉、卑南鄉至海濱。斜角為向東南傾40-60度。總長約25km。

## 地理
最北端切過新良階地群的西側，新良階地東西較低的階地露頭有全新世礫石層不整合沉積於利吉層，受斷層錯移影響，南側露頭可見利吉層逆衝到全新世的階地礫石層之上，東西兩側利吉層相差約十公尺，斷層面為北偏東15°，向東傾斜63°。此段斷層仍相當活躍，新良階地上田埂邊的護坡及民宅牆邊有剪力痕跡，地表可見明顯的線形。
南方斷層跡被沖積層覆蓋，但卑南溪西岸貓山一個獨立的石灰岩塊與臺東市鯉魚山礫岩層有相同的岩性，因此斷層的南延位置應在兩者之間。在榕山西岸的露頭，斷層截切卑南山礫岩，未截切階地堆積層，因此在階地堆積層形成後斷層可能未再活動。從地表露頭及近期ＧＰＳ之測量研究得知，此斷層為利吉層與第四紀沖積堆積層之間的左移斷層。

## 歷史
命名者為楊貴三(1986)，自卑南鄉利吉村阿幫安聚落西側之卑南溪左岸，延伸至台東大橋北端，再轉右岸至太平洋。

## 在利吉村的現象
利吉層逆衝沖積層，斷距12m，南方斷層小崖長1km高15m，東側為隆起側，高度由北向南逐漸降低。台東縣卑南鄉的利吉村擁有世界上少見的地理景觀:月世界及小黃山。台東月世界位於東部海岸山脈尾端、卑南溪下游北面，而台東月世界的地層型態乃利吉斷層，菲律賓板塊先撞擊南海板塊再撞擊歐亞板塊，而造成兩個不同的地層露頭。全世界的類似景觀，除了台東外只有在法國才看的到。
台東市往卑南方向，經台11線往台東大橋方向，過利吉大穚，從卑南大橋或利吉橋上，可眺覽此寬2公里、深約1公里的地質奇景。

## 斷層分支

### 卑南山斷層
因兼具左移分量，研判為利吉斷層的分支斷層。卑南山礫岩形成同時或之後利吉斷層才形成，覆蓋於利吉斷層的階地礫石層頂面無錯動現象，證明斷層是在晚期更新世活動。由GPS 衛星圖發現震間水平位移每年13公厘，是卑南山斷層造成的變形，斷層右為利吉層。此斷層大部分斷層跡位於現今的卑南溪河床中，但卑南溪西岸山里的沖積扇階地形成線狀崖(反斜斷層小崖)，高度約2-3m。

## 地質
因沈積層土壤貧瘠，植物生長不易，而容易崩塌，常年因無植被覆蓋，一經雨水的沖刷，侵蝕成許多蝕溝。

## 相關聯結
- 花東縱谷
- 富里溫泉
- 台灣地質
- 利吉層
- 池上斷層
- 卑南山斷層
- 鹿野斷層